# Jäkälämaa (ö, lat 67,92, long 27,43)
Jäkälämaa är en ö i Finland.   Den ligger i den ekonomiska regionen Norra Lappland och landskapet Lappland, i den norra delen av landet, 900 km norr om huvudstaden Helsingfors.